# Шильд, Марлис
Ма́рлис Шильд (нем. Marlies Schild, род. 31 мая 1981 года, Адмонт) — австрийская горнолыжница, 4-кратный призёр Олимпийских игр, двукратная чемпионка мира, обладательница пяти малых Кубков мира. Одна из лучших слаломисток в истории горнолыжного спорта. Лучшая спортсменка Австрии 2012 года. Объявила о завершении спортивной карьеры летом 2014 года.

## Карьера

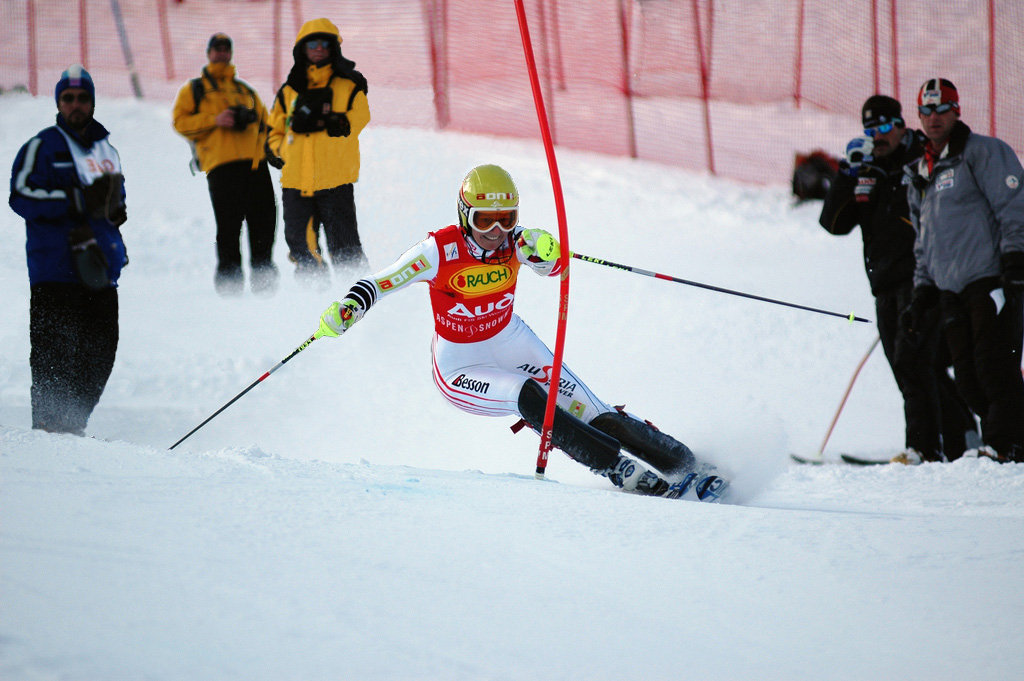
Шильд на трассе слалома в Аспене в ноябре 2006 года, на пути к своей 9-й в карьере победе на этапах Кубка мира

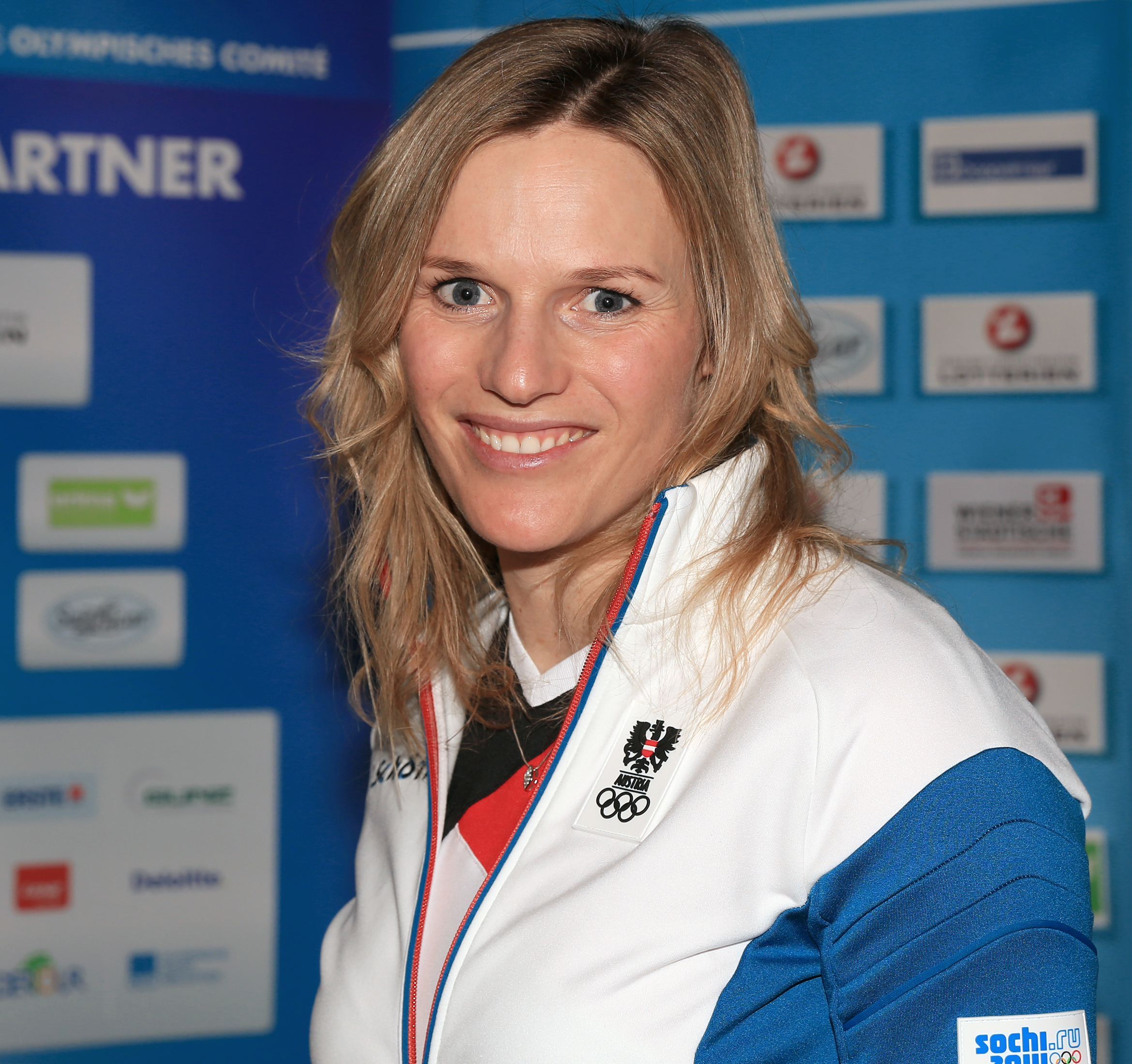
Марлис в 2014 году

В Кубке мира Марлис Шильд дебютировала в 2001 году, в марте 2004 года одержала свою первую победу на этапе Кубка мира в слаломе. Всего имеет в активе 37 побед на этапах Кубка мира, из них 35 — в слаломе. 4 раза завоёвывала малый «Хрустальный глобус» в зачёте слалома и один раз в суперкомбинации. Шильд имеет в активе призовые подиумы этапов Кубка мира во всех пяти современных дисциплинах, при чём как минимум по два в каждой из дисциплин. На протяжении восьми сезонов подряд начиная с 2004/05 (кроме целиком пропущенного из-за травмы сезона 2008/09) выигрывала не менее двух этапов Кубка мира (лучший показатель — 8 этапов в сезоне 2006/07). Более 65 раз поднималась на подиум на этапах Кубка мира (из них более 50 раз — в слаломе).
Шильд была абсолютным лидером среди женщин по количеству выигранных этапов Кубка мира в слаломе в истории. 29 декабря 2013 года после победы в австрийском Лиенце она обошла по этому показателю знаменитую швейцарку Френи Шнайдер, у которой было 34 победы. Победа в Лиенце оказалась для Шильд последней в карьере на этапах Кубка мира. 29 декабря 2018 года, спустя ровно пять лет после 35-й победы Шильд, Микаэла Шиффрин превзошла достижение Марлис, одержав свою 36-ю победу в слаломе на этапах Кубка мира.
На Олимпиаде 2002 года в Солт-Лейк-Сити Шильд стартовала в слаломе, но не добралась до финиша.
Принимала участие в Олимпиаде 2006 года в Турине, где завоевала серебро в суперкомбинации и бронзу в слаломе, в гигантском слаломе финишировала 17-й.
На Олимпиаде 2010 года в Ванкувере завоевала серебро в слаломе, проиграв 0,43 сек немке Марии Риш.
В 2014 году на Олимпийских играх в Сочи вновь стала второй в слаломе, уступив 0,53 сек юной американке Микаэле Шиффрин.
За свою карьеру участвовала в пяти чемпионатах мира, на которых завоевала две золотые, три серебряные и две бронзовые награды.
Использовала лыжи и ботинки производства фирмы Atomic.
Весной 2015 года вышла замуж за австрийского горнолыжника Бенжамина Райха, с которым встречалась около 10 лет. У супругов трое детей, которые родились в 2015, 2017 и 2019 годах.

## Результаты на крупнейших соревнованиях

### Зимние Олимпийские игры
| Олимпийские игры    | Скоростной спуск | Супергигант | Гигантский слалом | Слалом | Комбинация |
| ------------------- | ---------------- | ----------- | ----------------- | ------ | ---------- |
| 2002 Солт-Лейк-Сити | —                | —           | —                 | DNF1   | —          |
| 2006 Турин          | —                | —           | 17                | 3      | 2          |
| 2010 Ванкувер       | —                | —           | —                 | 2      | —          |
| 2014 Сочи           | —                | —           | —                 | 2      | —          |

### Кубки мира
- Слалом (4) — 2006/07, 2007/08, 2010/11, 2011/12
- Комбинация — 2006/07

### Победы на этапах Кубка мира (37)
| №  | Сезон   | Дата        | Место               | Дисциплина        |
| -- | ------- | ----------- | ------------------- | ----------------- |
| 1  | 2003/04 | 13 мар 2004 | Сестриере           | Слалом            |
| 2  | 2004/05 | 28 дек 2004 | Земмеринг           | Гигантский слалом |
| 3  | 2004/05 | 29 дек 2004 | Земмеринг           | Слалом (2)        |
| 4  | 2004/05 | 9 янв 2005  | Санта-Катерина      | Слалом (3)        |
| 5  | 2005/06 | 29 дек 2005 | Лиенц               | Слалом (4)        |
| 6  | 2005/06 | 5 янв 2006  | Загреб              | Слалом (5)        |
| 7  | 2005/06 | 8 янв 2006  | Марибор             | Слалом (6)        |
| 8  | 2006/07 | 11 ноя 2006 | Леви                | Слалом (7)        |
| 9  | 2006/07 | 26 ноя 2006 | Аспен               | Слалом (8)        |
| 10 | 2006/07 | 15 дек 2006 | Рейтеральм          | Суперкомбинация   |
| 11 | 2006/07 | 21 дек 2006 | Валь-д'Изер         | Слалом (9)        |
| 12 | 2006/07 | 4 янв 2007  | Загреб              | Слалом (10)       |
| 13 | 2006/07 | 7 янв 2007  | Краньска-Гора       | Слалом (11)       |
| 14 | 2006/07 | 25 фев 2007 | Сьерра-Невада       | Слалом (12)       |
| 15 | 2006/07 | 11 мар 2007 | Цвизель             | Слалом (13)       |
| 16 | 2007/08 | 10 ноя 2007 | Рейтеральм          | Слалом (14)       |
| 17 | 2007/08 | 25 ноя 2007 | Панорама            | Слалом (15)       |
| 18 | 2007/08 | 6 янв 2008  | Шпиндлерув-Млин     | Слалом (16)       |
| 19 | 2007/08 | 27 янв 2008 | Офтершванг          | Слалом (17)       |
| 20 | 2007/08 | 14 мар 2008 | Бормио              | Слалом (18)       |
| 21 | 2009/10 | 29 дек 2009 | Лиенц               | Слалом (19)       |
| 22 | 2009/10 | 12 янв 2010 | Флахау              | Слалом (20)       |
| 23 | 2009/10 | 13 мар 2010 | Гармиш-Партенкирхен | Слалом (21)       |
| 24 | 2010/11 | 13 ноя 2010 | Леви                | Слалом (22)       |
| 25 | 2010/11 | 25 дек 2010 | Куршевель           | Слалом (23)       |
| 26 | 2010/11 | 29 дек 2010 | Земмеринг           | Слалом (24)       |
| 27 | 2010/11 | 4 янв 2011  | Загреб              | Слалом (25)       |
| 28 | 2010/11 | 4 фев 2011  | Цвизель             | Слалом (26)       |
| 29 | 2010/11 | 12 мар 2011 | Шпиндлерув-Млин     | Слалом (27)       |
| 30 | 2011/12 | 27 ноя 2011 | Аспен               | Слалом (28)       |
| 31 | 2011/12 | 18 дек 2011 | Куршевель           | Слалом (29)       |
| 32 | 2011/12 | 20 дек 2011 | Флахау              | Слалом (30)       |
| 33 | 2011/12 | 29 дек 2011 | Лиенц               | Слалом (31)       |
| 34 | 2011/12 | 3 янв 2012  | Загреб              | Слалом (32)       |
| 35 | 2011/12 | 11 фев 2012 | Сольдеу             | Слалом (33)       |
| 36 | 2013/14 | 17 дек 2013 | Куршевель           | Слалом (34)       |
| 37 | 2013/14 | 29 дек 2013 | Лиенц               | Слалом (35)       |